# John Millar Watt
John Millar Watt (1895-1975) est un auteur de bande dessinée et illustrateur britannique, surtout connu pour avoir créé en 1921 le comic strip humoristique Pop, l'une des rares bandes dessinées britanniques à avoir été diffusée aux États-Unis avant 1939.